# Кадиев, Магомед Алиевич
Магомед Алиевич Кадиев (1936—2016) — советский деятель сферы народного здравоохранения, известная фигура в среде медицинских работников Чечено-Ингушской АССР и Чеченской Республики. Крупный организатор здравоохранения, руководивший ключевыми ЛПУ, внесший большой вклад развитие здравоохранения республики, награжденный высокими государственными наградами, прошедший путь от рядового врача до должности министра здравоохранения Чечено-Ингушской АССР.

## Биография
Родился 13.08.1936. в с. Новые Атаги Чечено-Ингушской автономной области. Чеченец. Вместе с семьей был депортирован в с. Старая Покровка Чуйского района (близ г. Такмак) Киргизской ССР во время операции «Чечевица».
В декабре 1950 вступил в члены ВЛКСМ.
В 1955 г. Окончил Старопокровскую среднюю школу Чуйского района Фрунзенской области Киргизской ССР. Последние 5 лет учебу в школе совмещал с работой: В начале на Токмакском АРЗ Киргизской ССР в качестве чернорабочего, а затем в Токмакских пимокатных мастерских «Заготживсырье» набивщиком.
По окончании средней школы в 1955 г. по примеру знаменитого чеченского врача Шахаба Шапиевича Эпендиева — мужа своей тети Коки Митаевой, поступил на лечебный факультет Киргизского государственного медицинского института (ныне Кыргызская государственная медицинская академия им. И. К. Ахунбаева). Успешно закончил его в 1961 г.
В 1961 г. После окончания КГМИ вернулся в ЧИАССР. 26.08.1961. принят на должность врача терапевта и по совместительству на должность хирурга Районной больницы Курчалоевского района (ныне ГБУ ЦРБ Курчалоевского района Чеченской Республики).
15.12.1961. переведен на должность главного врача Курчалоевской районной больницы.
С 1961 г. Член Обкома профсоюза медицинских работников, а с 1971 г. Член президиума того же Обкома.
В 1963 г. Проходил специализацию по организации здравоохранения на базе Казанского ГИДУВ им. Ленина.
С 1964 г. Депутат всех созывов Курчалоевского сельского Совета депутатов трудящихся.
С июня 1966 г. Член КПСС.
Курчалоевская больница располагалась в частном доме в центре с. Курчалой, где не было никаких коммунальных условий: отопление — печное, прачечная — во дворе под навесом, кухня — в ветхом маленьком помещении. Магомед Алиевич возглавил строительство новой 2-х этажной больницы. На территории больницы был также построен конференц-зал в отдельном здании, гаражи, разбит огромный фруктовый сад, благоустроена территория больницы, построена ограда. Специально для приезжих специалистов было построено три 2-х квартирных коттеджа и один на 4 квартиры. Ввиду нехватки национальных Магомед Алиевич организовал в селе курсы, а затем филиал медицинского училища, чтобы девушки-горянки смогли получить среднее медицинское образование, не покидая дома. Под руководством М. А. Кадиева выполнена перепись и постановка на учет всего детского населения, совместно с заместителем главного врача по санэпидстанции Курчалоевского района Е. В. Лащенко налажено проведение профилактических прививок и противоэпидемических мероприятий в очагах. За успехи в медицинских показателях и за достижения в благоустройстве больницы Магомед Алиевич Кадиев был награжден «Орденом Ленина». Он по сей день остается единственным среди медицинских работников республики кавалером ордена Ленина.
10.10.1974. переведен на должность главного врача Шалинского района (ныне Шалинская центральная районная больница). Под руководством М. А. Кадиева выполнена реконструкция Шалинской ЦРБ: замено печное отопление на централизованное, построена водонапорная башня на территории больницы (ранее санитаркам приходилось носить воду из ближайших водоисточников), построен новый корпус и переселены медработники из одного из корпусов больницы, что позволило увеличить число коек в стационаре. М. А. Кадиев добился снижения заболеваемости в районе, открыл в больнице ряд новых отделений.
1.01.1978. назначен главным врачом больницы скорой медицинской помощи г. Грозного в порядке служебного перевода (ныне ГБУ «Клиническая больница № 1 г. Грозного»). Под руководством М. А. Кадиева в БСМП г. Грозного также была проведена, реконструкция, построен новый корпус. На сегодняшний день это единственный корпус больницы, который уцелел и восстановлен после мероприятий по наведению конституционного порядка на территории ЧР. М. А. Кадиеву удалось добиться значительного улучшения материально-технической базы больницы и укомплектованности медичинскими кадрами. В больнице организован единственный в республике дистанционный кардиоцентр, организованы городские специализированные отделения — инфарктное, гнойно-хирургическое, построена станция скорой медицинской помощи с гаражом на 25 санитарных машин, централизованная стерилизационная. Больница стала занимать ведущую роль в оказании медицинской помощи населению города.
В 1990 году был избран депутатом Верховного Совета Чечено-Ингушетии 9-го созыва.
6.04.1990. освобожден от занимаемой должности главного врача Больницы Скорой медицинской помощи. Назначен переводом на должность министра здравоохранения Чечено-Ингушской АССР (ныне Министерство здравоохранения Чеченской Республики). В 90-е годы приходилось держать здравоохранение «на плаву». Сложности с финансированием, недостаток медикаментов, отсутствие нового оборудования сказывались на уровне медицинского обслуживания. Во время мероприятий по наведению конституционного порядка в Чечне М. А. Кадиев оставался в республике, стараясь организовать медицинскую помощь населению.
31.08.1995. освобожден от занимаемой должности и назначен главным врачом Республиканского клинического центра инфекционных болезней). После окончания мероприятий по наведению конституционного порядка в Чечне М. А. Кадиев руководил восстановлением медицинского комплекса бывшей железнодорожной больницы (ныне Республиканский клинический центр инфекционных болезней).
Позже он стал работать в этой же больнице рядовым врачом.
20.03.2015. освобожден от занимаемой должности по собственному желанию.

## Семья
Супруга: Лащенко Елена Васильевна 1937 г. р., врач — эпидемиолог .
Дети:
- Кадиев Руслан Магомедович 1967 г. р.,
- Кадиев Али Магомедович 1970 г. р.

Сыновья — Руслан и Али по примеру своих родителей стали врачами.
Кадиев Руслан Магомедович — кандидат медицинских наук, ассистент кафедры урологии, детской урологии-андрологии с курсом рентгенологии ФДПО ИНДПО Ставропольского государственного медицинского университета, врач высшей категории, к. м. н., врач урологического отделения ГБУЗ СК «СККБ» в г. Ставрополе.
Кадиев Али Магомедович — кандидат медицинских наук, доцент кафедры Общественного здоровья и здравоохранения с курсом эпидемиологии, истории медицины и биоэтики Медицинского института Чеченского государственного университета.
Они являются авторами и соавторами научных публикаций в России и за рубежом, принимают активное участие преподавательской и лечебной работе.
Внуки:
- Кадиев Тимур Русланович 1997 г. р.,
- Кадиев Дени Алиевич 2006 г. р.

Старший внук — Тимур продолжил медицинскую династию Кадиевых в третьем поколении. 

## Награды, звания и заслуги
- 22.12.1966. Медаль «За трудовую доблесть»[2][3]
- 28.03.1970. Медаль «за доблестный труд. В ознаменование 100-летия со дня рождения В. И. Ленина»[2]
- 20.07.1971. Орден Ленина[2][3][6]
- 15.04.1973. Нагрудный знак «За активную работу в профсоюзах Архивная копия от 24 марта 2016 на Wayback Machine»
- 20.06.1973. Юбилейная медаль за активное участие в гуманной деятельности и в связи с 50-летием ордена Ленина Союза Обществ Красного Креста и Красного Полумесяца СССР
- 13.08.1986. медаль «Ветеран труда»
- 24.11.2004. Юбилейная медаль «100 лет профсоюзам России»
- 28.10.1977. Указом Президиума Верховного Совета Чечено-Ингушской АССР за заслуги в области Здравоохранения, многолетнюю плодотворную работу и активную общественно-политическую деятельность присвоено почетное звание Заслуженный врач ЧИАССР[1][2][3][6]
- 10.06.1987. Указом Президиума Верховного Совета РСФСР присвоено почетное звание Заслуженный врач РСФСР[2][3][5][6]
- 6.03.1964. Почетная грамота Президиума Верховного Совета ЧИАССР за заслуги в области народного здравоохранения.
- 13.12.1983. Почетная грамота бюро Чечено-Ингушского обкома КПСС за добросовестную многолетнюю работу по охране здоровья населения и активное участие в общественной деятельности.
- 4.11.1985. Почетная грамота горздравотдела за достигнутые успехи в деле охраны здоровья населения.
- 4.08.1986. Почетная грамота исполкома Грозненского Совета народных депутатов за активное участие в развитии здравоохранения города, медицинской помощи населению, в связи с 50-летием со дня рождения.
- 11.08.1986. Почетная грамота Министерства здравоохранения ЧИАССР за многолетнюю плодотворную работу по организации и оказанию медицинской помощи населению, активное участие в общественной жизни. И в связи с 50-летием со дня рождения.
- 12.08.1986. Почетная грамота горкома КПСС за многолетнюю и плодотворную работу по организации развития здравоохранения города, активное участие в общественной жизни и в связи с 50-летием со дня рождения.
- 10.02.1989. Почетная грамота Чечено-Ингушского республиканского отделения советского Фонда Мира за активное участие в движении сторонников мира, в деятельности советского Фонда Мира и пополнения его добровольными взносами в интересах укрепления всеобщего мира, свободы и безопасности народов.
- 5.05.2007. Почетная грамота Министерства здравоохранения Чеченской Республики за образцовое выполнение служебного долга, многолетний самоотверженный труд и высокий профессионализм в оказании специализированной медицинской помощи населению.
- 8.06.2008. Грамота Префекта Октябрьского района г. Грозного за высокий профессионализм, добросовестное отношение к своим служебным обязанностям и в честь Дня медицинского работника.
- 14.02.12. Почетная грамота Министерства здравоохранения Чеченской Республики за добросовестный труд и в честь «Дня медицинского работника».

## Общественная деятельность
- 14.04.1965. избран депутатом Курчалоевского Сельского Совета депутатов трудящихся Шалинского района ЧИАССР.
- 12.03.1967. избран депутатом Курчалоевского Сельского Совета депутатов трудящихся Шалинского района ЧИАССР.
- 16.03.1969. избран депутатом Курчалоевского Сельского Совета депутатов трудящихся Шалинского района ЧИАССР.
- 13.06.1971. избран депутатом Курчалоевского Сельского Совета депутатов трудящихся Шалинского района ЧИАССР.
- 17.06.1973. избран депутатом Курчалоевского Сельского Совета депутатов трудящихся Шалинского района ЧИАССР.
- 1975—1977 депутат Шалинского Совета народных депутатов ЧИАССР
- 1977—1979 депутат Шалинского Совета народных депутатов ЧИАССР
- 1980—1982 депутат Грозненского городского Совета народных депутатов
- 1985—1987 депутат Грозненского городского Совета народных депутатов
- 1987—1989 депутат Грозненского городского Совета народных депутатов
- 1993—1995 депутат Грозненского городского Совета народных депутатов
- 1993—1995 Народный депутат ЧИАССР 9 созыва[9] (Смотреть раздел: Список депутатов IX созыва - № 71 в списке)
- 1995—1997 Народный депутат Чеченской Республики.

## Статьи о М. А. Кадиеве в прессе
- Газета Медицинский вестник ЧР № 9 (57), 26.09.2012. (Стр. 6)
- Газета Медицинский вестник ЧР № 5 (53), 28.05.2012. (Стр. 11)
- Газета «Голос Чечено-Ингушетии» № 150 (20381), 3.08.1991. (Стр. 3)
- Газета «Грозненский рабочий» № 255 (16198), 30.10.1977. (Стр. 1)
- Газета «Грозненский рабочий» № 201 (14281), 25.08.1971. (Стр. 1)
- Газета «Голос Чечено-Ингушетии» № 21 (20505), 31.01.1992. (Стр. 1)
- Газета «Ичкерия» № 45 (152), 15.05.1993. (Стр. 1)
- Газета «Голос Чечено-Ингушетии» № 46 (20530), 6.03.1992. (Стр. 1)
- Газета «Грозненский рабочий» № 32 (19964), 7.02.1990. (Стр. 1)
- Газета «Грозненский рабочий» № 78 (19964), 7.02.1990. (Стр. 1)
- Газета «Голос Чечено-Ингушетии» № 120 (20010), 23.06.1991. (Стр. 3)
- Газета «Комсомольское племя» № 14 (5525), 3.04.1990. (Стр. 1)
- Газета «Даймохк» № 77 (10554), 26.06.1991. (Стр. 2)